# Frank S. Besson, Jr.

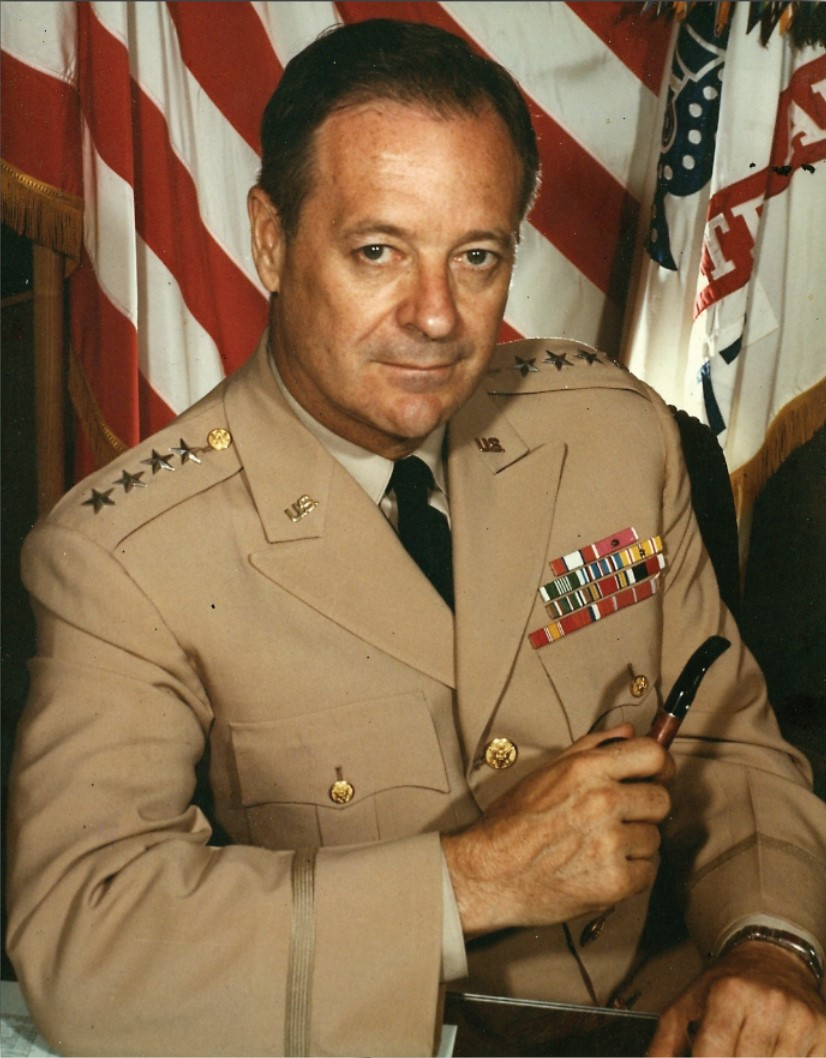
General Frank S. Besson

Frank Schaffer Besson Jr. (* 30. Mai 1910 in Detroit, Michigan; † 15. Juli 1985 in Washington, D.C.) war ein Viersterne-General der United States Army.
Frank Besson war ein Sohn von Frank Shaffer Besson (1886–1986) und dessen Frau Virginia Patricia Koehler Reeves (1890–1940). Der Vater war ebenfalls Offizier in der US-Army und brachte es dort bis zum Oberst (Colonel). Er besuchte die öffentlichen Schulen seiner Heimat. In den Jahren 1929 bis 1932 durchlief er die United States Military Academy in West Point. Nach seiner Graduation wurde er als Leutnant in das US-Heer aufgenommen. In der Armee durchlief er anschließend alle Offiziersränge bis zum Viersterne-General. Im Jahr 1935 erhielt er einen akademischen Grad vom Massachusetts Institute of Technology.
Frank Besson war schon zu Beginn seiner Laufbahn mit Angelegenheiten der militärischen Logistik befasst. Dabei ging es unter anderem um Verbesserungen im Konstruktionsbereich wie zum Beispiel den Einsatz zerlegbarer Röhren oder anderer Einzelteile um den technischen Aufbau von Pionierbrücken oder auch anderen militärischen Bauten zu beschleunigen. Seine Forschungen und Studien auf diesem Gebiet führten zur Einführung der Bailey-Brücke, einer aus vormontierten Einzelbauteilen wie Fachwerkträgern und Fahrbahnbalken zusammensetzbaren Kriegs-, Not- oder Behelfsbrücke beim amerikanischen Militär, was sich während des Zweiten Weltkriegs als sehr nützlich erweisen sollte. Er war auch an der Entwicklung von Plänen zum effektiven und schnellen Bau von Behelfsflugplätzen beteiligt.
Während des gesamten Zweiten Weltkriegs war Frank Besson mit solchen Aufgaben betraut. Ein aktives Frontkommando oder einen Kampfeinsatz hatte er nicht. Ab Oktober 1942 bekleidete er den Rang eines Oberstleutnants. In den Jahren 1943 bis 1945 war er im Iran stationiert. Dort war er zunächst stellvertretender und danach regulärer Direktor des dortigen Third Military Railway Service. Dabei ging es darum die Nachschublieferungen an Waffen und Material aus den Vereinigten Staaten an die Sowjetunion zu überwachen und zu sichern. Die Sowjetunion und die Vereinigten Staaten waren in jenen Jahren Verbündete im Kampf gegen Nazi-Deutschland und die Lieferungen war für die Russen von entscheidender Bedeutung. Das Material wurde per Eisenbahn durch den Iran nach Russland transportiert.
Anschließend wurde er in den Fernen Osten versetzt, wo er mit den ihm unterstellten Einheiten das Eisenbahnwesen in den von Japan befreiten Gebieten wieder aufbaute. Das galt nach der Kapitulation Japans dann auch für dieses Land. In den Jahren 1946 bis 1948 war der inzwischen zum Brigadegeneral beförderte Besson Director of the Civil Transportation Division im Hauptquartier der alliierten Streitkräfte in Japan. Sein Zuständigkeitsbereich umfasste auch andere asiatische Länder wie die Philippinen, die Marianen und Korea. Seine Aufgaben waren unter anderem der Wiederaufbau der zerstörten Eisenbahnnetze und -waggons und die allgemeine Wiederherstellung einer funktionierenden Infrastruktur. Für seine Tätigkeiten in dieser Funktion wurde er von seinem Vorgesetzten General Douglas MacArthur ausdrücklich gelobt.
In den Jahren 1948 bis 1952 bekleidete Frank Besson verschiedene Generalstabsaufgaben im Pentagon und im Supreme Headquarters Allied Powers Europe (SHAPE) das damals seinen Sitz in Rocquencourt in Frankreich hatte. Dort überarbeitete er Pläne zur Verbesserung der militärischen Logistik der damals 15 NATO-Staaten. Der 1950 zum Generalmajor beförderte Blesson übernahm im Jahr 1953 das Kommando über die Organisation Transportation Center and School in Fort Eustis in Virginia. Diese Funktion übte er bis 1958 aus. Anschließend leitete er von 1958 bis 1962 als Chief of Transportation die für militärische Transporte der US-Armee zuständige Abteilung. Als im Jahr 1962 das United States Army Materiel Command (Amt zur Materialbeschaffung) gegründet wurde, wurde Besson als Generalleutnant dessen erster Kommandeur. Dieses Amt bekleidete er vom 2. April 1962 bis zum 10. März 1969. Im Jahr 1964 wurde er zum Viersterne-General befördert. Besson vollzog die Eingliederung der Forschungsabteilung des Department of the Army in das neue Kommando und setzte in den ersten Jahren dieses neu entstandenen Großverbands Akzente für die zukünftige Entwicklung der Behörde. Im März 1969 wurde Frank Besson Vorsitzender des Joint Logistics Review Boards, der sich mit logistischen Nachschubproblemen im Vietnamkrieg befasste. Im Jahr 1970 ging er in den Ruhestand.
Nach seiner Militärzeit veröffentlichte Bessons Beiträge zu militärlogistischen Themen in verschiedenen Fachzeitschriften. Er wurde vom Präsidenten Richard Nixon zu einem der Gründungsdirektoren der National Rail Passenger Corporation berufen, die die Eisenbahngesellschaft Amtrak betreibt. Zudem gehörte er den Vorständen der Services National Bank of Alexandria in Virginia und der Environmental Research Corporation of Fairfax County an.
Frank Besson war drei Mal verheiratet. Er starb am 15. Juli 1985 im Walter Reed Army Medical Center in Washington D.C. an den Folgen einer Krebserkrankung und wurde auf dem Friedhof der Militärakademie in West Point beigesetzt.

## Orden und Auszeichnungen
Frank Besson erhielt im Lauf seiner militärischen Laufbahn unter anderem folgende Auszeichnungen:
- Army Distinguished Service Medal (3-Mal)
- Legion of Merit (2-Mal)
- Army Commendation Medal
- The Iranian Order of Homayoun Star, Second Class (Iran)
- Order of the British Empire (CBE)
- The Republic of Korea’s Order of the Military Merit, Second Class (Ulchi)